# Parsenow (Adelsgeschlecht)

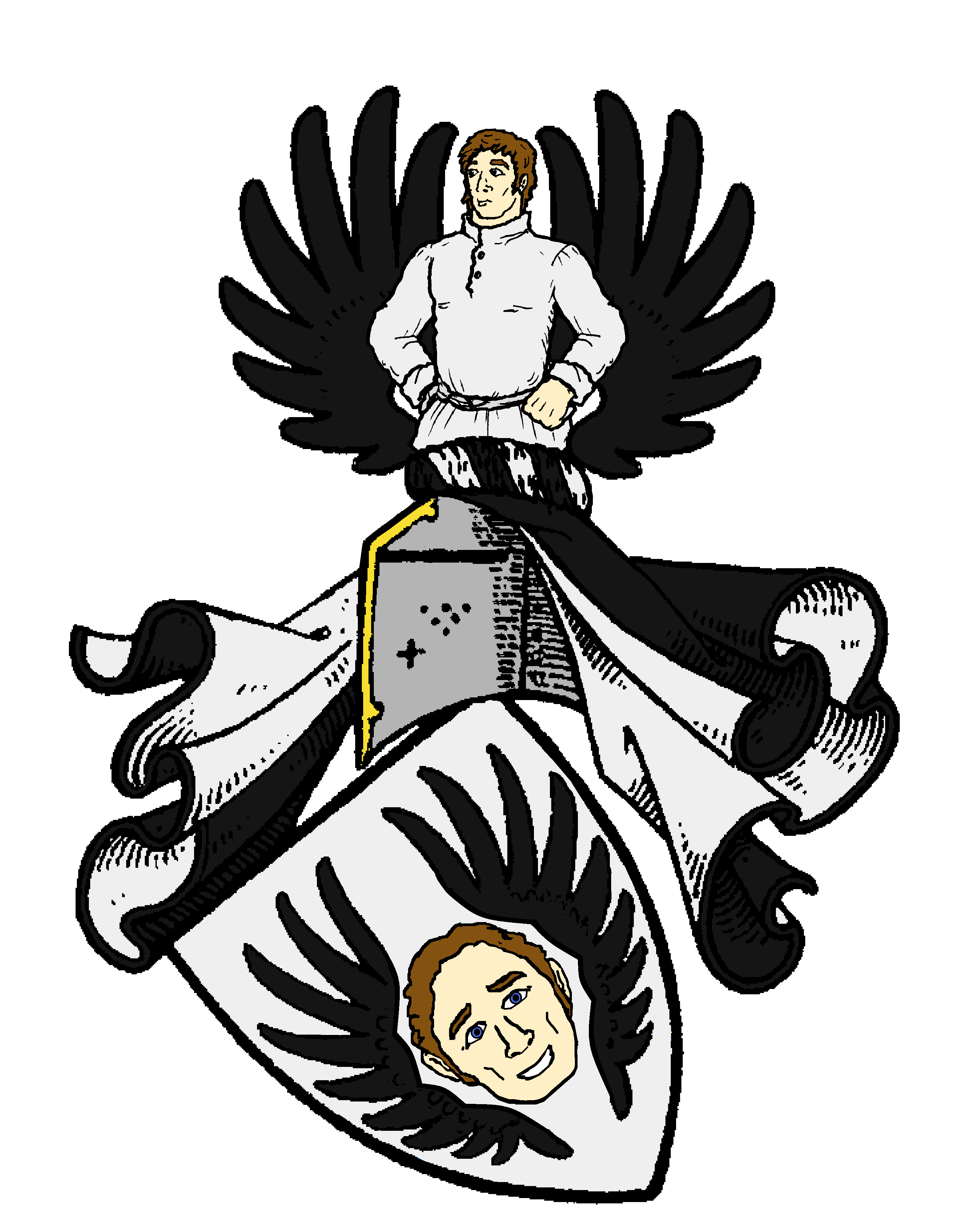
Stammwappen derer von Parsenow

Parsenow ist der Name eines alten, ursprünglich mecklenburgischen, später vor allem in Pommern zu einigem Ansehen gelangten, heute erloschenen Adelsgeschlechts.
Das Geschlecht ist nicht stammverwandt mit den ebenfalls mecklenburgischen, auch wappenverschiedenen Passow.

## Geschichte

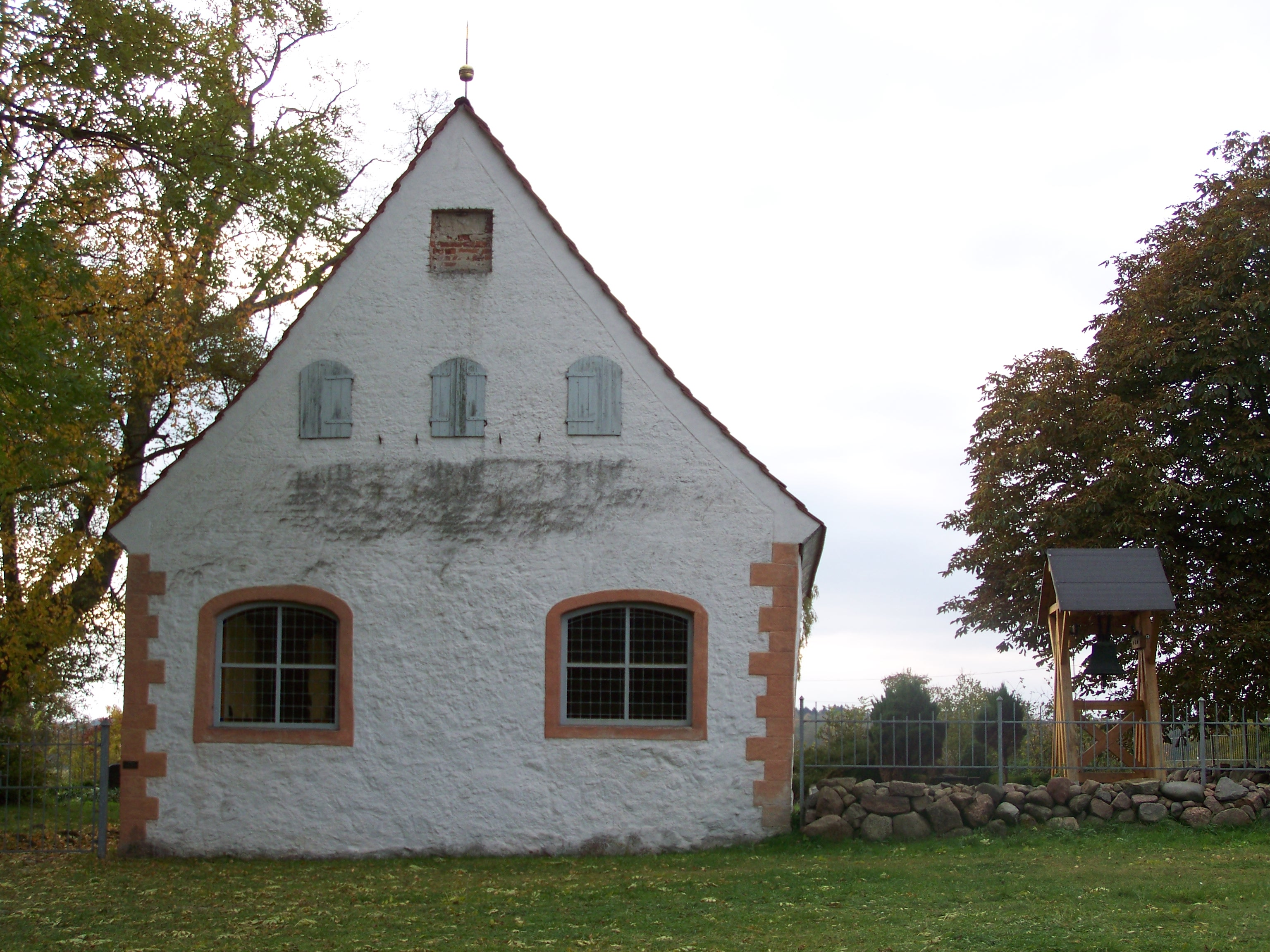
Kapelle in Alt Jargenow. Ansicht von Osten (2009)

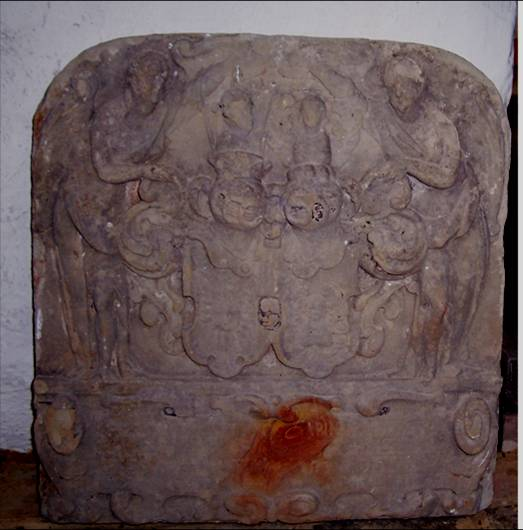
Wappenstein von 1625 in der Kapelle, ursprünglich im östlichen Giebeldreieck

Die Parsenow entlehnen ihren Namen von ihren Stammsitz in Pasenow im Lande Stargard, wo sie um das Jahr 1320 urkundlich auftraten. Ein weiteres Stammgut im Lande Stargard war Breesen. In Mecklenburg ist die Familie jedoch bereits im Jahre 1491 erloschen.
1496 bestellte Herzog Bogislaw Henning von Parsenow zum Hauptmann von Ueckermünde. Derselbe erwarb 1515 Lütken Toitin (Klein Toitin), Bentzin, Sadow und Zarrenthin von Hasse von der Schulenburg. Mittelbare Lehnsnachfolger wurden erst im 19. Jahrhundert die von Heyden.
Der ziegelgedeckte Putzbau der Kapelle Alt Jargenow im Renaissancestil, ein kleiner Saalbau aus überschlämmtem Mischmauerwerk, wurde 1625 im Auftrag von Christoph Altwig von Blixen zum Gedenken an seine im selben Jahr verstorbene erste Ehefrau Sabina von Parsenow errichtet. Darüber berichtet die Inschrift auf einem ursprünglich im östlichen Giebeldreieck eingelassenen, heute aus konservatorischen Gründen im Inneren des Gebäudes aufgestellten Wappenstein, auf dem auch die Wappen beider Familien, umgeben von zwei allegorischen Frauenfiguren, zu sehen sind.
Philipp Joachim von Parsenow auf Toitin, der im Holländischen Krieg 1672–1674 Rittmeister und militärischer Subunternehmer für Christoph Bernhard von Galen, den Fürstbischof von Münster war, hatte zwischen 1674 und 1695 die gesamten Ostenschen Güter, darunter auch Schmarsow, Roidin, Teusin, Wittenwerder und Japzow für 22.000 Gulden bzw. 20.000 Thaler erworben. Vorweggegangen war ein Ehevertrag der ihm 1681 Schmarsow zutrug und verschiedenen besitzrechtliche Auseinandersetzungen innerhalb der Familie von Maltzahn mit auswärtigen Interessenten, so dem Herzog von Kurland oder die Freifrau von Mardefelt. Kaufbedingung war allerdings, dass Gut Schmarsow im Falle des Aussterbens der Parsenows an die Maltzahns zurückfallen sollte. Er erbaute das Schloss Schmarsow genannte Herrenhaus. Tutow, Zemmin und Müssentin hingegen waren alte Lehen derer von Horn. 1707 fielen diese an die Parsenow und wurden 1753 unter den Söhnen des Landrats Philipp Erdmann von Parsenow geteilt. 1750 legten die Parsenow das Vorwerk Borgwall an. Ebenfalls um 1750 kaufte Feldmarschall Graf Kurt Christoph von Schwerin das Gut Murchin, vererbte es jedoch 1757 an seinen Neffen von Parsenow. Auch besaßen sie Libnow als Lehn von der Krone Schweden. Als Libnow aus dem Lehnsnexus entlassen war, ging es durch Kauf im Jahr 1792 an den Grafen Friedrich Ludwig von Bohlen auf Carlsburg über. Mit Peter Friedrich Wichard Carl Philipp von Parsenow ist die jüngere Linie der Parsow am 6. November 1820 erloschen, die ältere Linie, welche nunmehr alle Güter in einer Hand vereinigte, erlosch am 16. April 1830 ebenfalls bereits mit Friedrich Wilhelm Ludwig Erich Carl von Parsenow. Mehrere Seitenlinien der Familie von Maltzahn versuchten nun in langwierigen Prozessen wieder in den Besitz ihrer früheren Lehen zu gelangen, was erst 1844 und nur für kurze Zeit gelang.
Töchter der Familie waren zum Teil mit einflussreichen Gatten vermählt. So Elisabeth von Parsenow († 1744) mit dem königlich preußischen Generalleutnant, Gouverneur von Breslau und Ritter des schwarzen Adlerordens, Arnold Christoph von Waldow (* 1672; † 1743) oder die Landratstochter Magdalene Sophie von Parsenow (* 1747; † 1822), mit dem königlich preußischen Generalleutnant, Kriegsminister und Ritter des Pour le Mérite, Heinrich Gottlieb von Kannewurf (* 1726; † 1799).

## Angehörige
- Philipp Erdmann (Ernst) von Parsenow (1686–1752), preußischer Hauptmann 1730/35 und Landrat 1748/50
- Otto Hans Karl von Parsenow († 1761), preußischer Kriegs- und Domänenrat 1746/48, Kammerdirektor in Minden
- August von Parsenow (1714–1765), preußischer Landrat 1740/63 im Landkreis Anklam, Erbherr auf Zemmin, Musserath, Klein-Terlin-Kardow und Werder
- Franz Friedrich Carl von Parsenow (1763–1793), preußischer Landrat des Anklamschen Kreises.

## Wappen
Das Stammwappen hat im Laufe der Zeit viele Wandlungen gehabt, die frühesten Darstellungen zeigen in Silber (später Gold) zwischen einem offenen schwarzen Fluge einen vor sich hingekehrten Menschenkopf (später als einen silbernen Engelskopf mit schwarzen Flügeln dargestellt). Auf dem Helm mit schwarzen-silbernen Helmdecken ein wachsender, silbern gekleideter Mann zwischen zwei schwarzen Flügeln (später als wachsender Engel mit schwarzen Flügeln dargestellt). Ein Siegel von 1430 zeigt nach Friedrich Crull hingegen sicher keinen Engelskopf, sondern eher eine Rose zwischen zwei Vogelbeinen -womit demnach eine Wappenverwandtschaft u. a. zu den von Kleinow (von Clenow) und den mecklenburgischen von Hagenow besteht.